# إنجلترود دي فيزينساك
إنجلترود دي فيزينساك (ق. 799 - 853) كانت كونتيسة أورليان عن طريق زواجها عام 825  من أودو الأول، كونت أورليان. تزوجت ابنتهما الكبرى، إرمينترود، من شارل الأصلع من غرب فرنسا. لديهم أيضًا ابن، ويليام، الذي أعدمه صهره في عام 866.
كانت إنجلترود الابنة الوحيدة ليوثارد الأول وزوجته جريمهيلدا (المعروفة أيضًا باسم غريموت دالساس)؛ كان إخوتها أدالارد السنشال وجيرارت دي روسيون.
دفنت إنجلترود  في بازيليك سان دوني، باريس، فرنسا.